# Lista de geômetras
Geômetra é um matemático cuja área de estudo é a geometria.
Alguns famosos geômetras e suas principais áreas de trabalho são listados a seguir, em ordem cronológica.

## 800 a.C a 1 d.C.
| Pitágoras   | Euclides        | Arquimedes | Zenão de Eleia |
| Eratóstenes | Tales de Mileto | Platão     | Mozi           |

- Baudaiana (fl. ca. 800 a.C.) — geometria euclidiana, álgebra geométrica
- Manavá (ca. 750 a.C. – 690 a.C.) — geometria euclidiana
- Tales de Mileto (ca. 624 a.C. – ca. 546 a.C.) — geometria euclidiana
- Pitágoras (ca. 570 a.C. – ca. 495 a.C.) — geometria euclidiana, Teorema de Pitágoras
- Zenão de Eleia (ca. 490 a.C. – ca. 430 a.C.) — geometria euclidiana
- Hipócrates de Quios (ca. 470 a.C. – 410 a.C.) — primeiro sistematicamente organizado Stoicheia Elements (livro de geometria)
- Mozi (ca. 470 a.C. – ca. 391 a.C.)
- Platão (427 – 347 a.C.)
- Teeteto (ca. 417 a.C. – 369 a.C.)
- Autólico de Pitane (360 – ca. 290 a.C.) — astronomia, geometria esférica
- Euclides (fl. 300 a.C.) — Elementos, geometria euclidiana
- Apolônio de Perga (ca. 262 a.C. – ca. 190 a.C.) — geometria euclidiana, seções cônicas
- Arquimedes (ca. 287 a.C. – ca. 212 a.C.) — geometria euclidiana
- Eratóstenes (ca. 276 a.C.– ca. 195/194 a.C.) — geometria euclidiana
- Katyayana (ca. -século III a.C.) — geometria euclidiana

## 1–1400
| Heron de Alexandria | Omar Khayyam | Virgílio de Salzburgo |
| Abu'l-Wafa          | Ibn Maḍāʾ    |                       |

- Heron de Alexandria (ca. 10–70 d.C.) — geometria euclidiana
- Papo de Alexandria (ca. 290 – ca. 350) — geometria euclidiana, geometria projetiva
- Hipátia (ca. 370 –ca. 415) — geometria euclidiana
- Brahmagupta (597–668) — geometria euclidiana, quadrilátero cíclico
- Virgílio de Salzburgo (ca. 700 – 784) — bispo irlandês de Agaboé, Osraige e depois Salzburgo, Áustria; antipodes e astronomia
- Tabite ibne Curra (826 – 901) — geometria analítica, geometria não euclidiana, seções cônicas
- Abu al-Wafa' Buzjani (940 – 998) — geometria esférica, geometria não euclidiana
- Alhazen (965 – ca. 1040)
- Omar Khayyam (1048 – 1131) — geometria algébrica, seções cônicas
- Ibne Mada (1116 – 1196)